# Апеляційні суди США

Карта географічних кордонів різних апеляційних судів США (пронумерованих і кольорових) і окружних судів США (позначених державними кордонами або пунктирними лініями)

Апеляційні суди Сполучених Штатів (англ. United States courts of appeals) є проміжними апеляційними судами федеральної судової системи США. Апеляційні суди поділяються на 11 пронумерованих округів, які охоплюють географічні райони Сполучених Штатів і розглядають апеляції від окружних судів США в межах їх кордонів, Округ округу Колумбія, який охоплює лише Вашингтон, округ Колумбія, і Федеральний округ, який слухає оскарження федеральних судів Сполучених Штатів у справах, що стосуються певних спеціалізованих галузей права. Апеляційні суди також розглядають апеляції на рішення деяких адміністративних установ і нормотворчі процеси, причому найбільша частка цих справ розглядається округом округу Колумбія. Апеляції на рішення апеляційних судів можуть бути подані до Верховного суду США.
Апеляційні суди Сполучених Штатів вважаються найпотужнішими та найвпливовішими судами США після Верховного суду. Завдяки своїй здатності створювати правовий прецедент у регіонах, які охоплюють мільйони американців, апеляційні суди Сполучених Штатів мають сильний політичний вплив на законодавство США. До того ж, оскільки Верховний суд вирішує переглядати менше ніж 3% із 7000-8000 справ, які надходять до нього щорічно, апеляційні суди США виконують роль остаточного арбітра у більшості федеральних справ.
На цей момент[який?] в апеляційних судах США, уповноважених Конгресом, є 179 суддів 28 U.S.C. § 43 відповідно до статті III Конституції США. Як і інші федеральні судді, вони призначаються президентом Сполучених Штатів і затверджуються Сенатом Сполучених Штатів. Вони мають довічну посаду, заробляючи (станом на 2019 рік) річну зарплату в розмірі 223 700 доларів США. Фактична кількість суддів на службі різна як через вакансії, так і через те, що старші судді, які продовжують розглядати справи, не враховуються до кількості уповноважених суддів.

## Процедура
Оскільки апеляційні суди мають лише апеляційну юрисдикцію, вони не проводять судові процеси. Лише суди з першою юрисдикцією проводять судові процеси і, таким чином, визначають покарання (у кримінальних справах) і засоби правового захисту (у цивільних справах). Натомість апеляційні суди перевіряють рішення судів першої інстанції на наявність помилок у застосуванні права. Відповідно, апеляційний суд розглядає лише протоколи (тобто документи, які подали сторони, стенограми та будь-які докази з будь-якого судового процесу) суду першої інстанції та правові аргументи сторін. Ці аргументи, які представлені в письмовій формі і можуть займати від десятків до сотень сторінок, відомі як короткі висновки. Іноді адвокатам дозволяється доповнювати свої письмові доводи усними аргументами перед апеляційними суддями. На таких засіданнях перед судом виступають лише адвокати сторін.
Правила, які регулюють процедуру в апеляційних судах, є Федеральними правилами апеляційної процедури. В апеляційному суді апеляція майже завжди розглядається «колегією» з трьох суддів, які випадково вибираються з наявних суддів (включаючи старших суддів і суддів, тимчасово призначених до округу). Деякі справи, однак, отримують слухання en banc. За винятком дев’ятого окружного суду, суд en banc складається з усіх окружних суддів, які мають активний статус, але він не включає старших або призначених суддів (за винятком того, що за деяких обставин старший суддя може брати участь в en banc слухання тих, хто брав участь на попередній стадії тієї самої справи). Через велику кількість апеляційних суддів у Дев’ятому окружному апеляційному суді (29) лише десять суддів, вибраних навмання, та головний суддя розглядають усі банки.

## Історія
Закон про судоустрій 1789 року заснував три округи, які являли собою групи судових округів, у яких були створені окружні суди Сполучених Штатів. Початкові три схеми отримали різні назви, а не номери: Східна, Середня та Південна. Кожен окружний суд складався з двох суддів Верховного суду та місцевого окружного судді; три округи існували виключно з метою призначення суддів групі окружних судів. Деякі округи (зазвичай ті, до яких мандрівному судді найважче дістатися) не мали окружного суду; у цих округах окружний суд здійснював первинну юрисдикцію окружного суду. Коли нові штати приймалися до Союзу, Конгрес часто не створював для них окружні суди протягом кількох років.